# ایگور سیلوا
ایگور سیلوا د آلمیدا (انگلیسی: Igor Silva؛ زادهٔ ۲۱ اوت ۱۹۹۶) بازیکن فوتبال اهل برزیل است.